# Strikeforce
Strikeforce fue una promoción estadounidense de artes marciales mixtas con sede en San José, California. Su director ejecutivo fue Scott Coker y su propietaria era Zuffa, LLC. Sus peleas y eventos eran transmitidos por el canal Showtime en los Estados Unidos y por Super Channel en Canadá. La promoción debutó en CBS el 7 de noviembre de 2007 con el evento Strikeforce: Fedor vs. Rogers. El 12 de marzo de 2010 fue comprada por Ultimate Fighting Championship.

## Historia

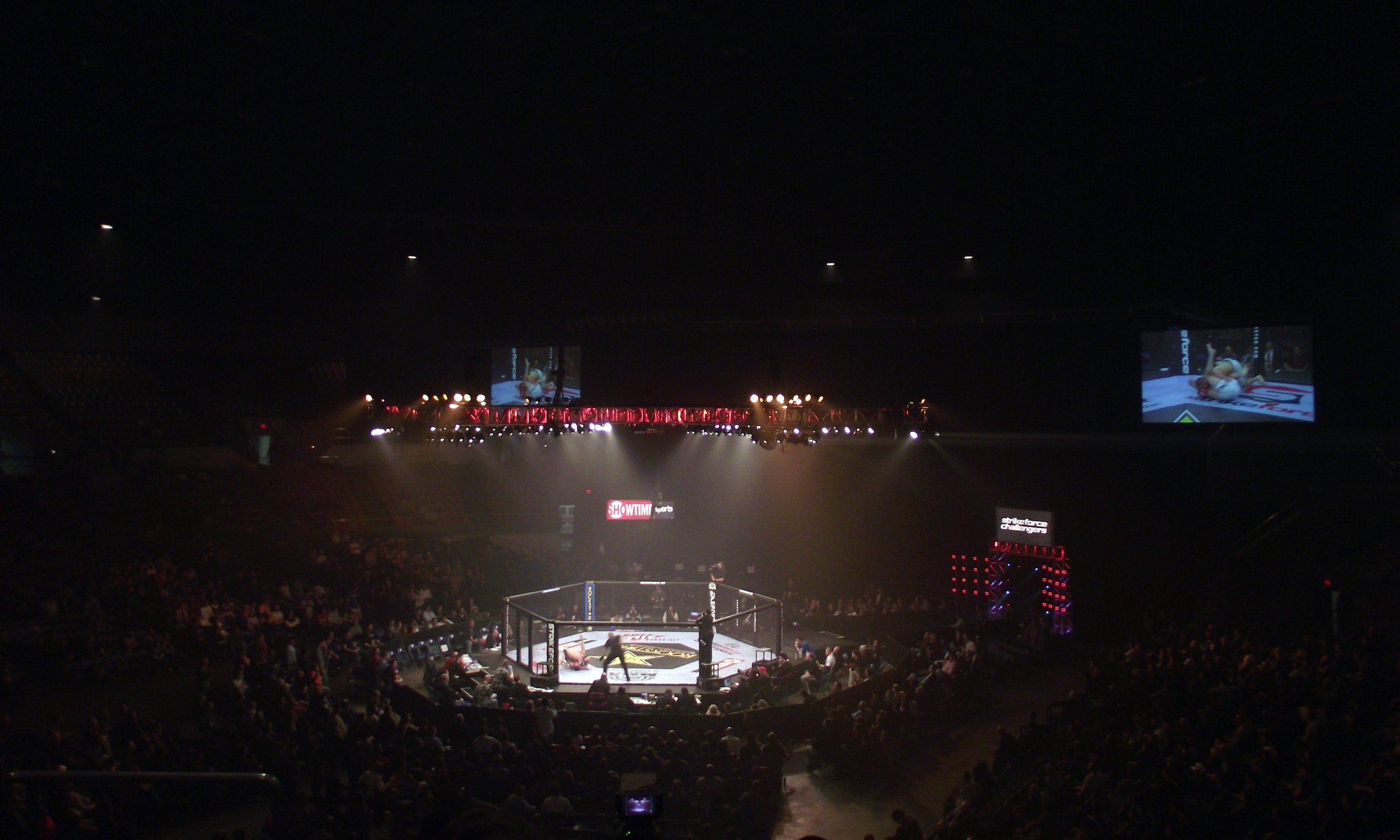
Evento de Strikeforce en 2011.

Fundada como una organización de kickboxing, Strikeforce luego se expandió a las artes marciales mixtas. Su primer evento de MMA, Strikeforce: Shamrock vs. Gracie, se llevó a cabo el 10 de marzo de 2006 en el HP Pavilion en San José, California. El evento fue el primero de MMA regulado en California y rompió el récord anterior de mayor audiencia en un evento de MMA en América del Norte, con 18.265 asistentes. Desde entonces, el récord fue batido por UFC 129. Strikeforce pasó gran parte de sus primeros días como una promoción regional, pero que tenía un mayor nivel de talento que la mayoría de las promociones debido a su base en California. Debutó en televisión con Strikeforce: Shamrock vs. Baroni, un evento de marca compartida con la promoción EliteXC que contó con Frank Shamrock, contratado por Strikeforce, en su evento principal.
En febrero de 2008, Strikeforce realizó junto con Brian Halquist Productions su primer evento fuera de California con Strikeforce: At The Dome en el Tacoma Dome en Tacoma, Washington. Este también fue el primer programa de la promoción en la televisión por cable, ya que se transmitió como parte del bloque HDNet Fights. A partir de 2009, la mayoría de los eventos de Strikeforce se llevaron a cabo en otros estados (15 en total), incluidos 5 eventos en Las Vegas, Nevada, de 2011 a 2012. Todavía realizaban varios espectáculos al año desde HP Pavilion, ya que los propietarios del inquilino principal de ese edificio, los San Jose Sharks de hockey, habían comprado una participación significativa en la promoción.
En marzo de 2008, Strikeforce se asoció con la NBC para transmitir semanalmente la serie destacada y de perfil de luchador, Strikeforce in NBC desde el 12 de abril. En febrero del año siguiente, Strikeforce compró varios activos, incluida una biblioteca de vídeos y varios contratos de luchadores como Nick Diaz, Jake Shields, Robbie Lawler y Scott Smith de ProElite, dueño de la extinta promoción EliteXC. Días después, también anunció que se había hecho cargo del contrato de transmisión de tres años de EliteXC con Showtime para hasta 16 eventos por año, así como un contrato con CBS .para tener la opción de producir hasta cuatro eventos para ellos. Además de los eventos principales de Strikeforce que se transmiten en Showtime, también anunció que produciría ShoMMA: Strikeforce Challengers, una serie de eventos similar a ShoXC y ShoBox, donde destacarían a los luchadores emergentes.
Durante agosto de 2009, el director ejecutivo de Strikeforce, Scott Coker, anunció que habían firmado alianzas formales con la promoción japonesa Dream y la promoción rusa M-1 Global. Coker dijo que la asociación permitiría la promoción conjunta y el intercambio de luchadores para eventos tanto en los EE. UU. como en Japón para crear los mejores enfrentamientos posibles que no hubieran existido antes. Como resultado, luchadores de Dream como Shinya Aoki, Sergei Kharitonov, Melvin Manhoef, Jason Miller, Gegard Mousasi y Ronaldo Souza compitieron en Strikeforce entre 2009 y el final de la asociación en 2011.

## Compra por Zuffa, LLC
El 12 de marzo de 2011, Dana White reveló en una entrevista con Ariel Helwani que Zuffa, la empresa matriz de UFC, había comprado Strikeforce. White continuó explicando que Strikeforce operará como una promoción independiente y que Scott Coker continuaría dirigiendo la promoción. Coker por su parte, anunció el regreso del legendario peleador ruso Fedor Emelianenko en un evento no especificado de julio o agosto y dijo que la empresa propiedad de Zuffa continuaría co-promocionando con M-1 Global.
Bajo la propiedad de Zuffa, Strikeforce realizó una serie de cambios, incluido el restablecimiento de los golpes de codo previamente prohibidos, la disolución de las categorías de peso de los varones por debajo del peso ligero y el cese de la promoción de los combates de cartelera amateur. Después de que se alcanzó una extensión con Showtime para continuar con Strikeforce hasta 2012, la división de peso pesado de la promoción (sin los finalistas del Gran Premio de peso pesado) se fusionó con UFC y la serie Challengers de la promoción finalizó.
El evento final de Strikeforce fue Strikeforce: Marquardt vs. Saffiedine llevado a cabo el 12 de enero de 2013, después de lo cual se disolvió la promoción y todos los contratos de los peleadores terminaron o fueron absorbidos por UFC. Algunas estrellas incluyen a Daniel Cormier, Josh Barnett, Ronda Rousey y Luke Rockhold. Luego de un breve período fuera de la promoción de peleas, el ex CEO de Strikeforce, Scott Coker, se uniría a Bellator MMA en junio de 2014, reemplazando a Bjorn Rebney como su nuevo presidente.

## Categorías de peso
La organización utilizaba siete categorías de peso:
| Categoría de peso | Límite superior | Límite superior    | Límite superior |
| Categoría de peso | en libras (lb)  | en kilogramos (kg) |                 |
| ----------------- | --------------- | ------------------ | --------------- |
| Peso gallo        | 135             | 61.2               |                 |
| Peso pluma        | 145             | 65.8               |                 |
| Peso ligero       | 155             | 70.3               |                 |
| Peso wélter       | 170             | 77.1               |                 |
| Peso mediano      | 185             | 83.9               |                 |
| Peso semipesado   | 205             | 93.0               |                 |
| Peso pesado       | 265             | 120.2              |                 |

## Reglas
Strikeforce emplea las Reglas Unificadas de las Artes Marciales Mixtas. Los peleas ordinarias constan de tres asaltos de cinco minutos, mientras que las luchas de campeonato son cinco asaltos de cinco minutos cada uno. En todas las rondas se da un solo minuto de descanso entre uno y otro. Ellos, no obstante, se desvian ligeramente de la fórmula propuesta por las Reglas Unificadas (la reglamentación establece que las organizaciones pueden optar por normas complementarias, siempre y cuando respeten el conjunto de reglas generales) al no permitir que usen los codos en el suelo.
Aunque a finales de 2011 y principios del 2012 esta regla cambio totalmente, ya que ahora se puede emplear golpes con el codo aunque el rival este en la lona.
Anterior en junio del 2009, todos los combates de mujeres en Strikeforce constaba de tres asaltos de tres minutos, contrario al de los de los hombres, que cada round es de cinco minutos. Sin embargo, el 16 de junio del 2009, Strikeforce anunció que había recibido la aprobación en Washington y por la California State Athletic Commission para utilizar asaltos de cinco de minutos para todas las peleas de mujeres, incluyendo cinco asaltos de cinco minutos para las peleas de campeonato.

## Récords de Strikeforce
- Más combates en la historia de Strikeforce: Josh Thomson (13)
- Más victorias en la historia de Strikeforce: Gilbert Melendez (11)
- Más finalizadores en la historia de Strikeforce: Cung Le y Luke Rockhold (7)
- Más nocauts en la historia de Strikeforce: Cung Le (7)
- Más sumisiones en la historia de Strikeforce: Luke Rockhold (7)

## Campeones finales
| División        | Peso            | Campeón          | Desde el                 | Defensas del título |
| --------------- | --------------- | ---------------- | ------------------------ | ------------------- |
| Peso pesado     | 120 kg (264 lb) | Alistair Overeem | 16 de noviembre de 2006  | 1                   |
| Peso semipesado | 93 kg (205 lb)  | Dan Henderson    | 5 de marzo de 2011       | 0                   |
| Peso medio      | 84 kg (185 lb)  | Luke Rockhold    | 10 de septiembre de 2011 | 2                   |
| Peso wélter     | 77 kg (169 lb)  | Tarec Saffiedine | 12 de enero de 2013      | 0                   |
| Peso ligero     | 70 kg (154 lb)  | Gilbert Melendez | 9 de diciembre de 2009   | 4                   |

| División   | Peso           | Campeón      | Desde el             | Defensas del título |
| ---------- | -------------- | ------------ | -------------------- | ------------------- |
| Peso pluma | 66 kg (145 lb) | Cris Cyborg  | 15 de agosto de 2009 | 2                   |
| Peso gallo | 61 kg (134 lb) | Ronda Rousey | 3 de marzo de 2012   | 1                   |